# إيفان بيريرا
إيفان بيريرا هو كاهن كاثوليكي روسي، ولد في 1 يونيو 1964 في فاساي فيرار في الهند.